# 戸令
戸令（こりょう）は、令における編目の1つ。戸に関する行政規則を定める。日本の養老令では第8番目に位置して45条から構成されている。

## 概要
日本・中国における律令法の基本的な規定の1つであり、律の戸婚律と対になっている。中国においては晋から元まで一貫して「戸令」が置かれている。日本においても近江令もしくは飛鳥浄御原令の段階で既に存在したとする見方がある。ただし、宗族制度が発達して科挙などの制度が存在した中国（唐）の戸令と氏姓制度を残した日本の戸令では違いも多い。すなわち、前者は官人の選考基準である学令・考課令・選挙令と関連づけられ、地域区分も里（坊）・保の人為的区分と村・隣の自然的区分の2本立て構造となっている。一方後者は田令・賦役令など班田や各種賦課のための規定との関連性が強く、里（坊）・保の人為的区分に一元化されている。また財産分割及び遺産相続を扱った「応分条（おうぶんじょう）」規定も異なり、中国では同居共財の財産を兄弟分割相続する原則となっているが、日本では氏族もしくは戸主の財産の存続・保全を重視して嫡子の得分を多くした嫡庶異分主義を採用している。更にこうした実情の差から中国のものがそのまま移入されたのではなく、新しい令を編纂するたびに日本の実情に合わせた改変が行われ、一般的には大差がなかったと言われている大宝令と養老令の中でも戸令は大幅な改正が施されたと考えられている。
養老令によれば、50戸をもって1里（後に1郷）として里単位で里長を設置して徴税などを行った。また、これとは別に5戸をもって1保として保長を設置し、保の構成員である戸が逃亡すれば、保長以下同一の保の責任において捜索の義務を負った。それぞれの家の家長を戸主として戸口を統率させた。戸口は男女3歳以下を黄、16歳以下を小、20歳以下を中、男子61歳以上を老丁、66歳以上を耆とし21歳から60歳までの心身健全な男子を正丁とした。更に80歳以上もしくは篤疾の者には侍が付けられた。戸主や戸口は計帳・戸籍に登録された。前者は毎年6月30日以前に作成され、8月30日までに太政官に送付された。後者は6年に一度編成されて2通作成され、1通は国に、もう1通は太政官に送られた。戸籍は最初の戸籍である庚午年籍は永久保存された他は30年間保存されるものとされた。婚姻は男性15歳以上、女性13歳以上で認められた他、離縁に関する法も定められた。また、財産継承は故人の遺志が明確でない場合には嫡母・継母・嫡子は2分、庶子は1分、妾及び女子は男子の半分の比率で配分された。更に賎民に関する身分やそれに関連する規定（婚姻・放賎従良など）についても定められた。
更に戸籍及び各戸に対する支配行政を行う国司の国内巡行に関する規定や国司・郡司に対する評価に関する規定なども設けられ、租税の円滑な徴収とともに徳治・勧農などが求められた。